# Udea prunalis
Udea prunalis là một loài bướm đêm thuộc họ Crambidae. Nó được tìm thấy ở the châu Âu.
Sải cánh dài 23–26 mm. Con trưởng thành bay từ tháng 6 đến tháng 8 tùy theo địa điểm.
Ấu trùng ăn nhiều loại thực vật thân thảo, shrubs và deciduous trees.

## Hình ảnh

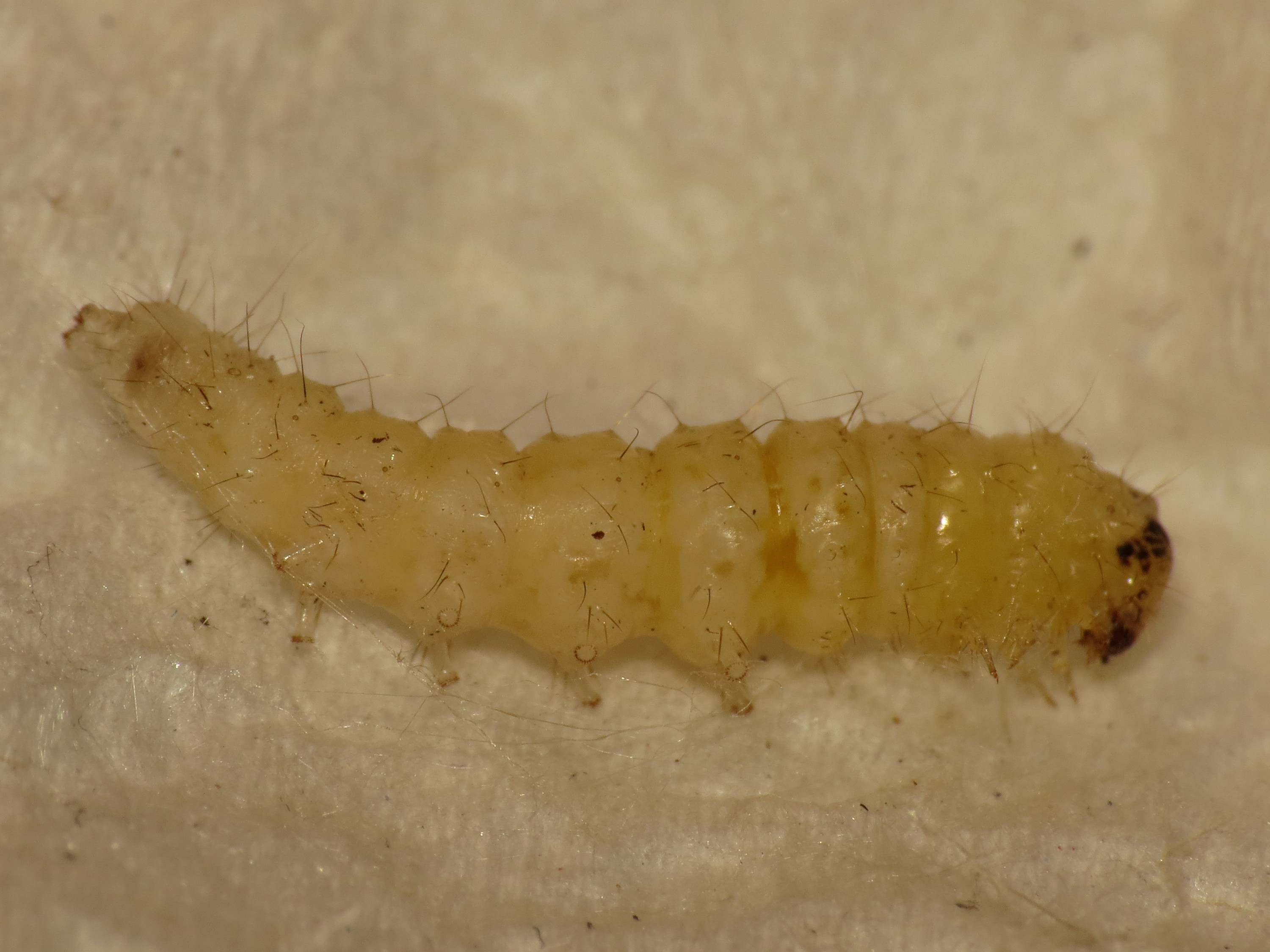
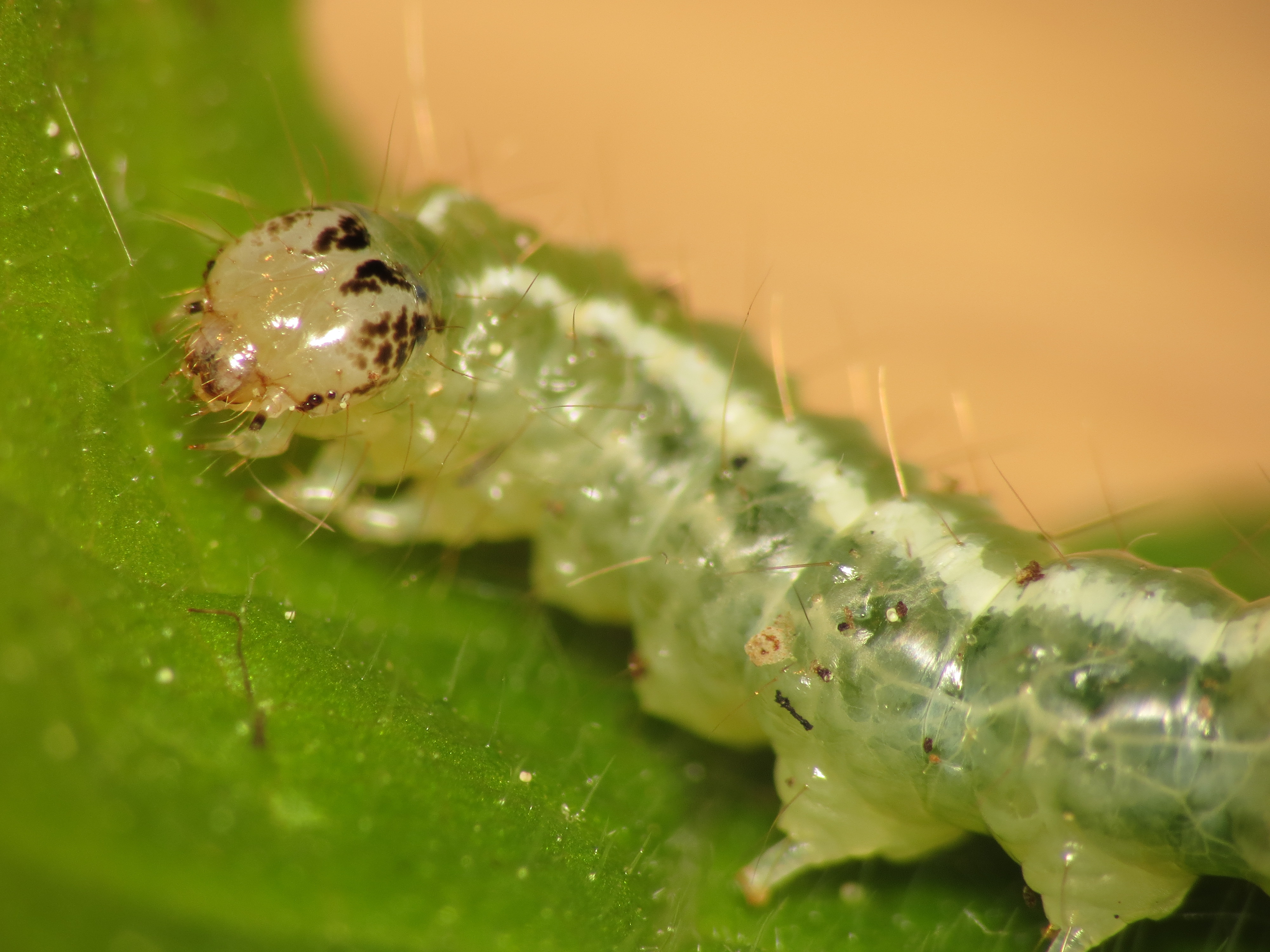
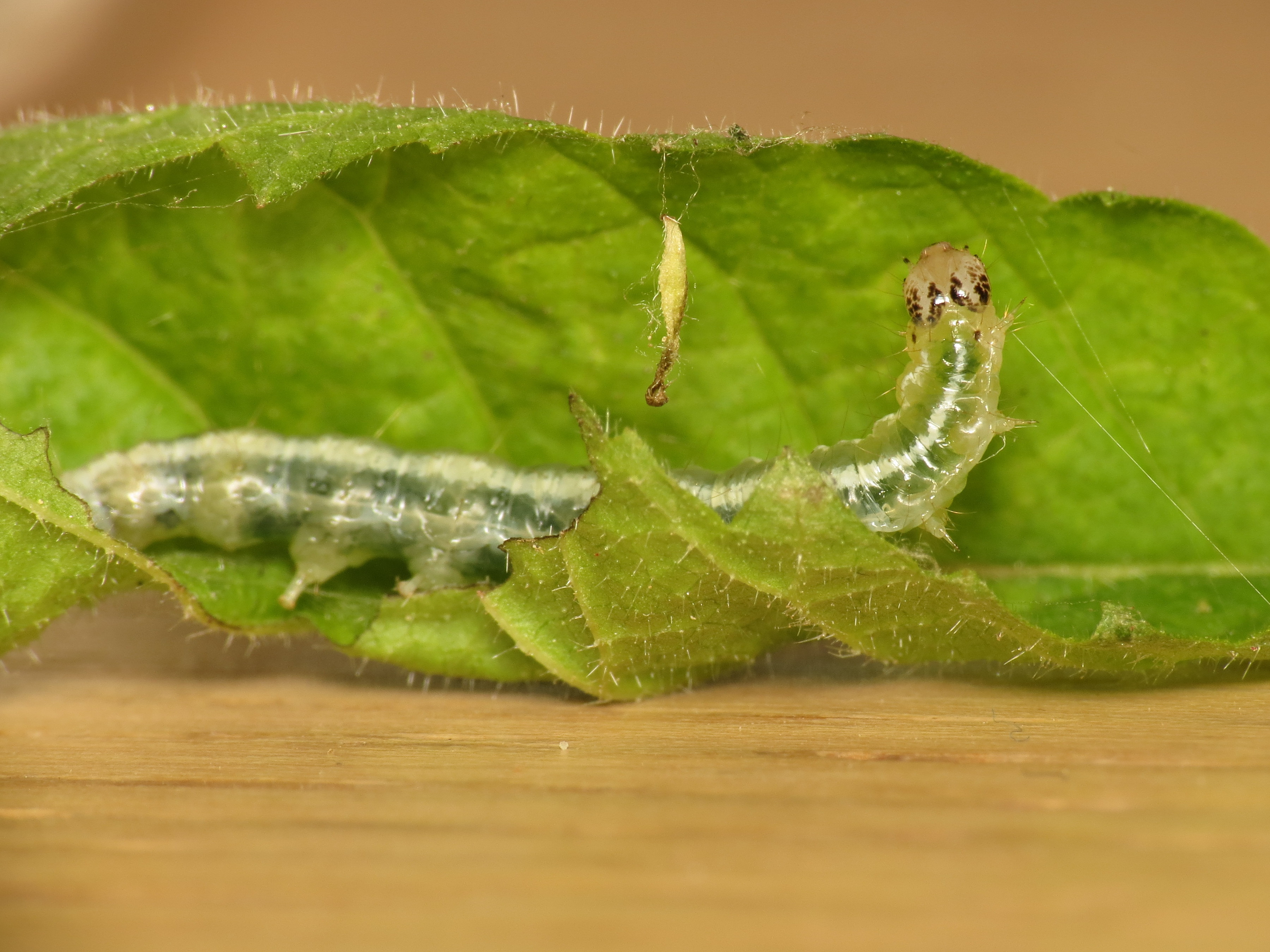
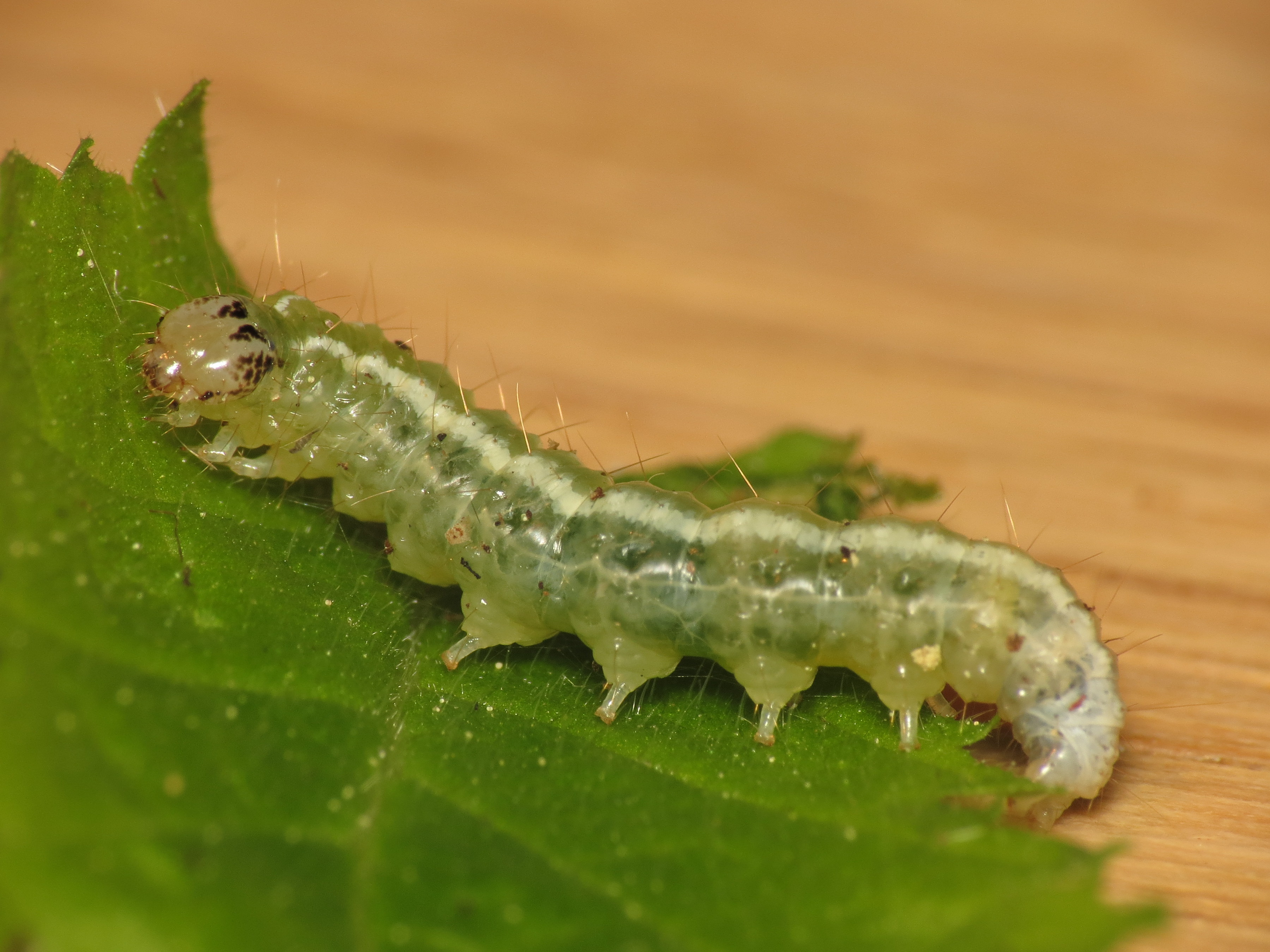